# 생물학의 미해결 문제 목록
생물학의 미해결 문제는 생물학 분야의 미해결 문제들로 이론적인 의미로는 기존 이론으로는 설명할 수 없는 특정한 현상 및 실험 결과들을 의미한다.

## 발기는 왜 일어나는가?
발기의 과정은 밝혀졌어도 발기가 왜 일어나는지에 대해서는 불분명하다 그 원인은 호르몬 분비 때문이라고도 하지만 가만히 있는데도 일어난다.
심지어 심장 박동과 무관하게 발기가 된다는 얘기도 있다.